# Mont Izumi Katsuragi
Le mont Izumi Katsuragi (和泉葛城山, Izumi Katsuragi-san) est une montagne des monts Izumi culminant à 858 m d'altitude, à cheval sur les limites des préfectures d'Osaka et Wakayama au Japon.

## Géographie

### Situation, topographie
La montagne occupe une partie des territoires des villes de Kishiwada et Kaizuka dans la préfecture d'Osaka ainsi que de Kinokawa dans la préfecture de Wakayama.
Les monts Izumi et Kongō forment une chaîne de montagnes de 120 km de long en forme de « L » appelée chaîne des monts Kongō - Izumi Katsuragi (金剛・和泉葛城山系, Kongō - Izumi Katsuragi Sankei). Elle s'étend le long des limites entre les préfectures d'Osaka, Nara et Wakayama et inclut le mont Yamato Katsuragi. Le mont Izumi Katsuragi est reconnu comme le cœur des monts Katsuragi depuis les temps anciens.

### Flore
Le versant nord du mont Izumi Katsuragi est recouvert d'une forêt claire de hêtres japonais qui tendent à croître à des altitudes assez élevées pour rester au frais. La récolte des arbres dans ces bois est interdite par l'association des sanctuaires et temples Hachidairyūō. Cette zone est l'étendue de hêtres japonais la plus méridionale sur l'île Honshū. Les arbres dans la région ont été désignés espèces protégées nationales en 1923, ce qui leur permet de continuer à prospérer dans une zone très proche des banlieues et centres urbains en développement.